# 鬼首地熱発電所
鬼首地熱発電所（おにこうべちねつはつでんしょ）は、電源開発が管理運営する地熱発電所。東北電力を介して地域に電気を供給している。宮城県大崎市の荒雄岳の山麓にあり、鬼首温泉を利用した発電を行っている。

## 概要
鬼首カルデラの中心火山である荒雄岳は、山麓の各所に火山ガスや蒸気、温泉や間欠泉の噴出口があり、鬼首温泉と総称されている。このうち南東斜面の標高530メートル付近に噴出する「片山地獄」に鬼首地熱発電所が設けられている。
付近は北上川の支流江合川の水源の1つであり、ここから大深沢を介して鳴子ダムに流入し、大崎平野を貫いて太平洋に流れ下る。片山地獄は当発電所の敷地となっているため、当地で新たに地獄が発生すると、下流の水質への影響を考慮して当発電所が状況報告をしている。
片山地獄には、1885年（明治18年）から1953年（昭和28年）まで硫黄鉱山があり、最盛期には800名が硫黄の精錬にたずさわっていた。
1975年（昭和50年）3月19日に地熱発電所の営業運転が開始された（東北では3番目、全国では4番目に完成）。当初は出力12,500kWであったが、2010年（平成22年）2月5日に15,000kWに増強された。
2010年10月17日に高温の水蒸気が高さ30メートルまで噴出し、作業員1人が死亡、1人が全身に火傷を負う重症で病院に搬送される事故が起きた。
2017年3月末をもって運転を停止し、設備更新工事を行った。そして2023年4月2日から出力14,900kWで営業運転を再開した。更新されたタービン・発電機には鳴子こけしがあしらわれている。

## 発電設備
- 定格出力：15,000kW[5]→14,900kW[4]（2023年4月から）
- 営業運転開始：1975年（昭和50年）3月19日